# Campeonato Europeo de Hockey sobre Hierba Masculino de 1970
El I Campeonato Europeo de Hockey sobre Hierba Masculino se celebró en Bruselas (Bélgica), entre el 18 de septiembre y el 27 de septiembre de 1970, bajo la organización de la Federación Europea de Hockey (EHF).

## Grupos
| Grupo A             | Grupo B         | Grupo C        | Grupo D   |
| ------------------- | --------------- | -------------- | --------- |
| Alemania Occidental | Austria         | Checoslovaquia | Bélgica   |
| Gales               | Dinamarca       | España         | Escocia   |
| Italia              | Inglaterra      | Francia        | Finlandia |
| Polonia             | Países Bajos    | Irlanda        | Hungría   |
|                     | Unión Soviética | Malta          | Suiza     |

## Fase preliminar

### Grupo A
| Equipo              | J | G | E | P | GF | GC | DG | PTS |
| ------------------- | - | - | - | - | -- | -- | -- | --- |
| Alemania Occidental | 3 | 2 | 1 | 0 | 7  | 0  | +7 | 5   |
| Polonia             | 3 | 1 | 2 | 0 | 2  | 1  | +1 | 4   |
| Gales               | 3 | 0 | 2 | 1 | 1  | 2  | -1 | 2   |
| Italia              | 3 | 0 | 1 | 2 | 0  | 7  | -7 | 1   |

- Encuentros disputados

| Fecha    | Partido             | Partido | Partido | Resultado |
| -------- | ------------------- | ------- | ------- | --------- |
| 19.09.70 | Alemania Occidental | -       | Gales   | 1 - 0     |
| 19.09.70 | Polonia             | -       | Italia  | 1 - 0     |
| 20.09.70 | Alemania Occidental | -       | Polonia | 0 - 0     |
| 20.09.70 | Italia              | -       | Gales   | 0 - 0     |
| 21.09.70 | Gales               | -       | Polonia | 1 - 1     |
| 21.09.70 | Alemania Occidental | -       | Italia  | 6 - 0     |

### Grupo B
| Equipo          | J | G | E | P | GF | GC | DG | PTS |
| --------------- | - | - | - | - | -- | -- | -- | --- |
| Países Bajos    | 4 | 3 | 1 | 0 | 8  | 2  | +6 | 7   |
| Inglaterra      | 4 | 3 | 0 | 1 | 7  | 3  | +4 | 6   |
| Unión Soviética | 4 | 2 | 0 | 2 | 5  | 8  | -3 | 4   |
| Austria         | 4 | 1 | 1 | 2 | 2  | 5  | -3 | 3   |
| Dinamarca       | 4 | 0 | 1 | 3 | 0  | 4  | -4 | 1   |

- Encuentros disputados

| Fecha    | Partido         | Partido | Partido         | Resultado |
| -------- | --------------- | ------- | --------------- | --------- |
| 18.09.70 | Inglaterra      | -       | Unión Soviética | 3 - 1     |
| 18.09.70 | Países Bajos    | -       | Austria         | 2 - 0     |
| 19.09.70 | Unión Soviética | -       | Dinamarca       | 1 - 0     |
| 19.09.70 | Países Bajos    | -       | Inglaterra      | 1 - 0     |
| 20.09.70 | Austria         | -       | Dinamarca       | 1 - 0     |
| 20.09.70 | Países Bajos    | -       | Unión Soviética | 5 - 2     |
| 21.09.70 | Inglaterra      | -       | Austria         | 2 - 1     |
| 21.09.70 | Países Bajos    | -       | Dinamarca       | 0 - 0     |
| 22.09.70 | Inglaterra      | -       | Dinamarca       | 2 - 0     |
| 22.09.70 | Unión Soviética | -       | Austria         | 1 - 0     |

### Grupo C
| Equipo         | J | G | E | P | GF | GC | DG  | PTS |
| -------------- | - | - | - | - | -- | -- | --- | --- |
| Francia        | 4 | 3 | 1 | 0 | 10 | 1  | +9  | 7   |
| España         | 4 | 2 | 2 | 0 | 21 | 2  | +19 | 6   |
| Irlanda        | 4 | 2 | 1 | 1 | 8  | 2  | +6  | 5   |
| Checoslovaquia | 4 | 1 | 0 | 3 | 1  | 9  | -8  | 2   |
| Malta          | 4 | 0 | 0 | 4 | 0  | 26 | -26 | 0   |

- Encuentros disputados

| Fecha    | Partido        | Partido | Partido        | Resultado |
| -------- | -------------- | ------- | -------------- | --------- |
| 18.09.70 | España         | -       | Irlanda        | 1 - 1     |
| 18.09.70 | Francia        | -       | Checoslovaquia | 1 - 0     |
| 19.09.70 | España         | -       | Checoslovaquia | 6 - 0     |
| 19.09.70 | Francia        | -       | Malta          | 7 - 0     |
| 20.09.70 | España         | -       | Francia        | 1 - 1     |
| 20.09.70 | Irlanda        | -       | Malta          | 5 - 0     |
| 21.09.70 | España         | -       | Malta          | 13 - 0    |
| 21.09.70 | Irlanda        | -       | Checoslovaquia | 2 - 0     |
| 22.09.70 | Francia        | -       | Irlanda        | 1 - 0     |
| 22.09.70 | Checoslovaquia | -       | Malta          | 1 - 0     |

### Grupo D
| Equipo    | J | G | E | P | GF | GC | DG  | PTS |
| --------- | - | - | - | - | -- | -- | --- | --- |
| Bélgica   | 4 | 4 | 0 | 0 | 12 | 0  | +12 | 8   |
| Suiza     | 4 | 2 | 1 | 1 | 2  | 3  | -1  | 5   |
| Finlandia | 4 | 2 | 1 | 1 | 2  | 1  | +1  | 5   |
| Escocia   | 4 | 1 | 0 | 3 | 1  | 5  | -4  | 2   |
| Hungría   | 4 | 0 | 0 | 4 | 0  | 8  | -8  | 0   |

- Encuentros disputados

| Fecha    | Partido   | Partido | Partido   | Resultado |
| -------- | --------- | ------- | --------- | --------- |
| 18.09.70 | Bélgica   | -       | Finlandia | 1 - 0     |
| 18.09.70 | Suiza     | -       | Escocia   | 1 - 0     |
| 19.09.70 | Hungría   | -       | Suiza     | 0 - 1     |
| 19.09.70 | Bélgica   | -       | Escocia   | 3 - 0     |
| 20.09.70 | Finlandia | -       | Escocia   | 1 - 0     |
| 20.09.70 | Bélgica   | -       | Hungría   | 5 - 0     |
| 21.09.70 | Suiza     | -       | Finlandia | 0 - 0     |
| 21.09.70 | Escocia   | -       | Hungría   | 1 - 0     |
| 22.09.70 | Bélgica   | -       | Suiza     | 3 - 0     |
| 22.09.70 | Finlandia | -       | Hungría   | 1 - 0     |

- Partido de desempate

| Fecha    | Partido | Partido | Partido   | Resultado         |
| -------- | ------- | ------- | --------- | ----------------- |
| 23.09.70 | Suiza   | -       | Finlandia | 0-0 3-2 (t. pen.) |

## Fase final
|  | Cuartos de final    | Cuartos de final |              |                     | Semifinales      | Semifinales      |  |                     | Final            | Final            |  |
|  | 24 de septiembre    | 24 de septiembre |              |                     | 26 de septiembre | 26 de septiembre |  |                     | 27 de septiembre | 27 de septiembre |  |
|  |                     |                  |              |                     |                  |                  |  |                     |                  |                  |  |
|  |                     |                  |              |                     |                  |                  |  |                     |                  |                  |  |
|  | Alemania Occidental | 1                |              |                     |                  |                  |  |                     |                  |                  |  |
|  | Alemania Occidental | 1                |              |                     |                  |                  |  |                     |                  |                  |  |
|  | Inglaterra          | 0                |              |                     |                  |                  |  |                     |                  |                  |  |
|  | Inglaterra          | 0                |              | Alemania Occidental | 2                |                  |  |                     |                  |                  |  |
|  |                     |                  |              | Alemania Occidental | 2                |                  |  |                     |                  |                  |  |
|  |                     |                  | Francia      | 1                   |                  |                  |  |                     |                  |                  |  |
|  | Francia             | 2                | Francia      | 1                   |                  |                  |  |                     |                  |                  |  |
|  | Francia             | 2                |              |                     |                  |                  |  |                     |                  |                  |  |
|  | Suiza               | 0                |              |                     |                  |                  |  |                     |                  |                  |  |
|  | Suiza               | 0                |              |                     |                  |                  |  | Alemania Occidental | 3                |                  |  |
|  |                     |                  |              |                     |                  |                  |  | Alemania Occidental | 3                |                  |  |
|  |                     |                  | Países Bajos | 1                   |                  |                  |  |                     |                  |                  |  |
|  | Países Bajos        | 1                | Países Bajos | 1                   |                  |                  |  |                     |                  |                  |  |
|  | Países Bajos        | 1                |              |                     |                  |                  |  |                     |                  |                  |  |
|  | Polonia             | 0                |              |                     |                  |                  |  |                     |                  |                  |  |
|  | Polonia             | 0                |              | Países Bajos        | 2                |                  |  |                     |                  |                  |  |
|  |                     |                  |              | Países Bajos        | 2                |                  |  |                     |                  |                  |  |
|  |                     |                  | España       | 0                   |                  |                  |  |                     |                  |                  |  |
|  | Bélgica             | 1                | España       | 0                   |                  |                  |  |                     |                  |                  |  |
|  | Bélgica             | 1                |              |                     |                  |                  |  |                     |                  |                  |  |
|  | España              | 2                |              |                     |                  |                  |  |                     |                  |                  |  |
|  | España              | 2                |              |                     |                  |                  |  |                     |                  |                  |  |
|  |                     |                  |              |                     |                  |                  |  |                     |                  |                  |  |

### Puestos 17 a 19
| Equipo    | J | G | E | P | GF | GC | DG  | PTS |
| --------- | - | - | - | - | -- | -- | --- | --- |
| Hungría   | 2 | 2 | 0 | 0 | 3  | 0  | +3  | 4   |
| Dinamarca | 2 | 1 | 0 | 1 | 10 | 1  | +9  | 2   |
| Malta     | 2 | 0 | 0 | 2 | 0  | 12 | -12 | 0   |

- Encuentros disputados

| Fecha    | Partido   | Partido | Partido   | Resultado |
| -------- | --------- | ------- | --------- | --------- |
| 24.09.70 | Dinamarca | -       | Malta     | 10 - 0    |
| 26.09.70 | Malta     | -       | Hungría   | 0 - 2     |
| 27.09.70 | Hungría   | -       | Dinamarca | 1 - 0     |

### Puestos 9º a 16º
| Fecha    | Partido   | Partido | Partido         | Resultado         |
| -------- | --------- | ------- | --------------- | ----------------- |
| 24.09.70 | Gales     | -       | Unión Soviética | 0-0 5-3 (t. pen.) |
| 24.09.70 | Irlanda   | -       | Escocia         | 2-1               |
| 24.09.70 | Austria   | -       | Italia          | 1-0               |
| 24.09.70 | Finlandia | -       | Checoslovaquia  | 0-0 ?-? (t. pen.) |

### Puestos 1º a 8º
| Fecha    | Partido             | Partido | Partido    | Resultado |
| -------- | ------------------- | ------- | ---------- | --------- |
| 24.09.70 | Alemania Occidental | -       | Inglaterra | 1-0       |
| 24.09.70 | Francia             | -       | Suiza      | 2-0       |
| 24.09.70 | Países Bajos        | -       | Polonia    | 1-0       |
| 24.09.70 | Bélgica             | -       | España     | 1-2       |

### Puestos 13º a 16º
| Fecha    | Partido         | Partido | Partido   | Resultado |
| -------- | --------------- | ------- | --------- | --------- |
| 26.09.70 | Unión Soviética | -       | Escocia   | 1-0       |
| 26.09.70 | Italia          | -       | Finlandia | 3-0       |

### Puestos 9º a 12º
| Fecha    | Partido | Partido | Partido        | Resultado |
| -------- | ------- | ------- | -------------- | --------- |
| 26.09.70 | Gales   | -       | Irlanda        | 0-1       |
| 26.09.70 | Austria | -       | Checoslovaquia | 0-3       |

### Puestos 5º a 8º
| Fecha    | Partido    | Partido | Partido | Resultado |
| -------- | ---------- | ------- | ------- | --------- |
| 26.09.70 | Inglaterra | -       | Suiza   | 2-0       |
| 26.09.70 | Polonia    | -       | Bélgica | 2-4       |

### Semifinales
| Fecha    | Partido             | Partido | Partido | Resultado |
| -------- | ------------------- | ------- | ------- | --------- |
| 26.09.70 | Alemania Occidental | -       | Francia | 2-1       |
| 26.09.70 | Países Bajos        | -       | España  | 2-0       |

### Decimoquinto puesto
| Fecha    | Partido | Partido | Partido   | Resultado |
| -------- | ------- | ------- | --------- | --------- |
| 27.09.70 | Escocia | -       | Finlandia | 4-1       |

### Decimotercer puesto
| Fecha    | Partido         | Partido | Partido | Resultado |
| -------- | --------------- | ------- | ------- | --------- |
| 27.09.70 | Unión Soviética | -       | Italia  | 0-2       |

### Undécimo puesto
| Fecha    | Partido | Partido | Partido | Resultado |
| -------- | ------- | ------- | ------- | --------- |
| 27.09.70 | Gales   | -       | Austria | 1-2       |

### Noveno puesto
| Fecha    | Partido | Partido | Partido        | Resultado |
| -------- | ------- | ------- | -------------- | --------- |
| 27.09.70 | Irlanda | -       | Checoslovaquia | 1-0       |

### Séptimo puesto
| Fecha    | Partido | Partido | Partido | Resultado |
| -------- | ------- | ------- | ------- | --------- |
| 27.09.70 | Suiza   | -       | Polonia | 1-3       |

### Quinto puesto
| Fecha    | Partido    | Partido | Partido | Resultado |
| -------- | ---------- | ------- | ------- | --------- |
| 27.09.70 | Inglaterra | -       | Bélgica | 1-2       |

### Tercer puesto
| Fecha    | Partido | Partido | Partido | Resultado |
| -------- | ------- | ------- | ------- | --------- |
| 27.09.70 | Francia | -       | España  | 1-2       |

### Final
| Fecha    | Partido             | Partido | Partido      | Resultado |
| -------- | ------------------- | ------- | ------------ | --------- |
| 27.09.70 | Alemania Occidental | -       | Países Bajos | 3-1       |

## Medallero
|                     |              |        |
| Alemania Occidental | Países Bajos | España |

## Estadísticas

### Clasificación general
| 1. Alemania Occidental |
| 2. Países Bajos        |
| 3. España              |
| 4. Francia             |
| 5. Bélgica             |
| 6. Inglaterra          |
| 7. Polonia             |
| 8. Suiza               |
| 9. Irlanda             |
| 10. Checoslovaquia     |
| 11. Austria            |
| 12. Gales              |
| 13. Italia             |
| 14. Unión Soviética    |
| 15. Escocia            |
| 16. Finlandia          |
| 17. Hungría            |
| 18. Dinamarca          |
| 19. Malta              |